# 美国演员与艺人联合会
美国演员与艺人联合会（英語：Associated Actors and Artistes of America）是美国表演艺术行业工会的联合会，成立于1919年。
美国演员与艺人联合会是美国劳工联合会-产业工会联合会的成员工会之一。在劳联产联内部投票时候，美国演员与艺人联合会会根据其加盟工会的意愿进行分拆投票。目前隶属于劳联产联且同时也隶属美国演员与艺人联合会的工会有：演员权益协会、美国音乐艺术家工会、美国意裔艺术家工会和演员工会-美国电视和广播艺人联合会。
著名演员和民权活动家西奥多·比凯尔在2015年去世前一直担任本会主席。

## 成员工会
- 演员权益协会（英语：Actors' Equity Association）
- 美国音乐艺术家工会（英语：American Guild of Musical Artists）
- 美国综艺艺术家工会（英语：American Guild of Variety Artists）
- 演员工会-美国电视和广播艺人联合会
- 美国意裔艺术家工会（英语：The Guild of Italian American Actors）
- 希伯来演员工会（英语：Hebrew Actors' Union）已解散

## 组织现状
2014年6月1日，劳联产联专业人员部根据美国演员与艺人联合会与劳联产联在2014年4月15日所达成的协议而接管了美国演员与艺人联合会的部分行政职能。
根据协议内容，美国综艺艺术家工会与美国意裔艺术家工会将隶属于专业人员部，而美国音乐艺术家工会则已经成为专业人员部的下属机构。美国综艺艺术家工会与美国意裔艺术家工会将通过美国演员与艺人联合会间接隶属劳联产联；而演员权益协会和演员工会-美国电视和广播艺人联合会将直接隶属于劳联产联。

## 组织结构
根据2015年12月2日的内部选举结果，以下人员为美国演员与艺人联合会的管理层。
- 主席：杰森·麦克米兰（Jason McMillin）（演员工会-美国电视和广播艺人联合会）
- 第一副主席：戴维·怀特（David White）（演员工会-美国电视和广播艺人联合会）
- 第二副主席：玛丽·麦科尔（Mary McColl）（演员权益协会）
- 第三副主席：苏姗妮·桃乐丝（Susanne Doris）（美国综艺艺术家工会代表）
- 第四副主席：德博拉·奥尔顿·马赫（Deborah Alton Maher）（美国音乐艺术家工会代表）
- 第五副主席：卡森·格兰特（Carson Grant）（美国意裔艺术家工会）
- 财务主管：玛丽·娄·韦斯特菲尔德（Mary Lou Westerfield）（演员权益协会）
- 执行秘书：保罗·艾尔梅达（Paul E. Almeida）（专业人员部）